# Dictyophara merjensis
Dictyophara merjensis är en insektsart som beskrevs av Rauno E. Linnavuori 1965. Dictyophara merjensis ingår i släktet Dictyophara och familjen Dictyopharidae. Inga underarter finns listade i Catalogue of Life.